# Дисульфірам
Дисульфіра́м (лат. Disulfiram) — лікарський препарат, застосовується при лікуванні  хронічного алкоголізму, викликаючи гостру чутливість до етанолу. Дисульфірам діє, інгібуючи фермент ALDH2, що приводить до неприємних відчуттів похмілля відразу після вживання алкоголю.

## Застосування

### Показання
Алкогольна залежність.

### Протипоказання
Підвищена чутливість до будь-якого компонента препарату. Тяжка печінкова недостатність. Епілепсія. Психічні розлади, психози (крім раніше перенесених гострих алкогольних психозів), суїцідальні спроби в анамнезі. Ниркова недостатність. Тяжка дихальна недостатність. Цукровий діабет. Серцево-судинні розлади (серцева недостатність, ішемічна хвороба серця, артеріальна гіпертензія, недостатність периферичного кровообігу). Стан алкогольного сп'яніння, вживання напоїв, що містять етиловий спирт, протягом останніх 24 години до імплантації.